# 成元治
成元治（？年—？年），字 ，山西省人，畢業於山西西學專齋礦學專科，宣統三年進士。

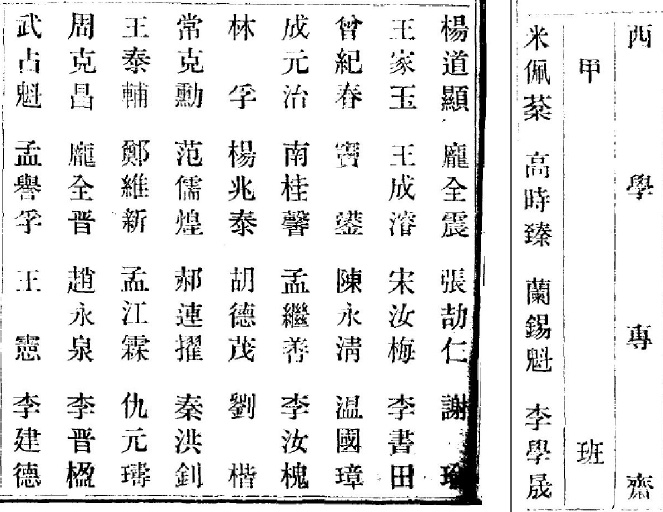
西學專齋甲班生

## 生平
- 宣統三年三月，學部會考山西西學專齋畢業學生，得75.83分，列優等[2]。
- 宣統三年四月丁酉引見，賞給進士出身[3]。
- 宣統三年六月，就職知縣掣簽，簽分直隸[4]。
- 民國2年（1913年）7月21日，任山西實業司科長[5]。
- 民國7年（1918年），中華民國第二屆國會參議員選舉中央選舉會第一部選舉人[6]。
- 民國9年（1920年）1月16日，以辦理實業著有勞績，獎給七等嘉禾章[7]。
- 民國18年（1929年）12月15日，委秘書成元治兼充山西省政府實業廳《農鑛季刊》編輯主任[8]。
- 民國21年（1932年）10月12日，任山西省政府實業廳科長[9]。
- 民國22年（1933年）1月19日，呈請辭山西省政府實業廳科長職[10]。

## 著作
- 《山西鑛務誌略》，耿步蟾, 成元治編輯，山西實業廳，民國9年